# Liste de dramas taïwanais de 2000 à 2010
Ceci est une liste incomplète  de drama taïwanais.

## Années 2000

### De 2000 à 2005
| Année | Film                                                   | Nom en chinois        | Acteurs notables                                                         | Note |
| ----- | ------------------------------------------------------ | --------------------- | ------------------------------------------------------------------------ | --- |
| 2000  | April Rhapsody                                         | 人間四月天            | Huang Lei, Rene Liu, Zhou Xun                                            | Realisme |
|       | Big Hospital, Little Doctor                            | 大醫院小醫師          |                                                                          | |
|       | Bloody Pearl                                           | 珍珠彩衣              | Qiu Xin Zhi, Tian Xin, Yue Ling                                          | Period, romance |
|       | Princess Huai Yu                                       | 怀玉公主              | Eric Suen, Zheng Jia Yu, Wang Hao, Chen Sha Li, Liu Xue Hua              | Romance, comedy |
|       | Went Up the Wrong Staircase and Slept in the Wrong Bed | 上錯樓梯睡錯床        | Zheng Jia Yu, Zhong Xin Ling, Wallace Chung, Gu Bao Ming                 | Comedy, romance |
|       | State of Divinity                                      | 笑傲江湖              | Richie Jen, Anita Yuen, Vivian Chen, Yue Yao Li                          | Wuxia |
|       | The Duke of Mount Deer                                 | 小宝与康熙            | Patrick Tam, Ruby Lin, Annie Wu, Cheung Sai, Shu Qi                      | Wuxia |
|       | Treasure Venture                                       | 侠女闯天关            | Nicky Wu, Vicki Zhao, Cao Jun, Liu Zi                                    | Wuxia comedy |
| 2001  | Crouching Tiger Hidden Dragon                          | 卧虎藏龙              | Peter Ho, Shui Ling, Qiu Xin Zhi, Huang Yi, Zhang Chen Guang             | Wuxia |
|       | Lavender                                               | 薰衣草                | Tammy Chen, Ambrose Hsu, Joe Chen                                        | |
|       | Legendary Fighter - Yang's Heroine                     | 楊門女將 - 女兒當自強 | Cheng Pei Pei, Carman Lee, Teresa Lee, Andrew Lien, Roger Kwok, Ben Wong | Wuxia |
|       | Madame White Snake                                     | 白蛇新传              | Fann Wong, Christopher Lee, Vincent Jiao                                 | |
|       | Magical Love                                           | 愛情大魔咒            | Ella Chen, Lan Cheng Long, Hebe Tien, Li Qian Rong                       | Romance |
|       | Meteor Garden                                          | 流星花園              | Barbie Hsu, Jerry Yan, Vic Chou, Vanness Wu, Ken Chu                     | |
|       | Meteor Rain                                            | 流星雨                | Jerry Yan, Vic Chou, Vanness Wu, Ken Chu, Rainie Yang                    | |
|       | Poor Prince                                            | 貧窮貴公子            | Vic Chou, Ken Chu, Annie Yi, Edward Ou, Sandrine Pinna, Will Liu         | |
|       | Romance in the Rain                                    | 情深深雨濛濛          | Vicki Zhao, Leo Ku, Ruby Lin, Rebecca Wang                               | Romance |
| 2002  | Meteor Garden II                                       | 流星花園 II           | Barbie Hsu, Jerry Yan, Vic Chou, Vanness Wu, Ken Chu                     | |
|       | My MVP Valentine                                       | MVP情人               | Angela Chang, Joe Chen, 5566 members                                     | |
|       | Peach Girl                                             | 蜜桃女孩              | Annie Wu, Vanness Wu, Kenji Wu                                           | |
|       | Tomorrow                                               | 愛情白皮書            | Rainie Yang, Shawn Yue, Christine Fan, Eddie Peng                        | |
| 2003  | At Dolphin Bay                                         | 海豚灣戀人            | Angela Zhang, Ambrose Hsu, Wallace Huo                                   | |
|       | Crystal Boys                                           | 孽子                  | Fan Chi-wei, Tony Yang, Joseph Chang, Wu Huai Zhong                      | 38e cérémonie des Golden Bell Awards: meilleure série télévisée; meilleure actrice (Shu-qin Ke). |
|       | Love Storm                                             | 狂愛龍捲風            | Vic Chou, Vivian Hsu, Ken Chu, Beatrice Hsu                              | |
|       | The Rose                                               | 蔷薇之恋              | Ella Chen, Jerry Huang, Joe Cheng, Joelle Lu, Cecilia Yip                | 39e cérémonie des Golden Bell Awards: meilleure série télévisée. |
|       | Westside Story                                         | 西街少年              |                                                                          | |
| 2004  | 100% Senorita                                          | 千金百分百            | Chen Qiao En, Penny Lin, Wallace Huo, Deric Wan                          | |
|       | Amor de Tarapaca                                       | 紫藤戀                | Han Jae-suk, Ruby Lin                                                    | |
|       | Heaven's Wedding Gown                                  | 天國的嫁衣            |                                                                          | |
|       | In Love with A Rich Girl                               | 愛上千金美眉          | Joe Chen, Jason Hsu, Lisa Wang, Zhou Li Cen                              | |
|       | Love Contract                                          | 愛情合約              | Ariel Lin, Mike He                                                       | |
|       | Love of the Aegean Sea                                 | 情定愛琴海            | Alec Su, Chae Rim, Peter Ho                                              | |
|       | Mars                                                   | 戰神MARS              | Vic Chou, Barbie Hsu, Xiu Jie Kai, Megan Lai                             | |
|       | The Outsiders                                          | 鬥魚                  | Michael Zhang, Joelle Lu, Dylan Kuo, Ady An, Lan Cheng Long              | |
|       | The Outsiders II                                       | 鬥魚 II               | Show Luo, Michael Zhang, Joelle Lu, Dylan Kuo, Ady An                    | |
|       | The Unforgettable Memory                               | 意難忘                | Wang Shixian, Zhang Fengshu, Xu Heng                                     | - Le plus long drama, en heure de grande écoute de l'histoire de Taiwan (526 épisodes au total). - Le programme télévise le plus vu, de façon journalière à Taïwan, depuis son commencement le 22 septembre 2004 jusqu'à sa fin, le 28 septembre 2006. - 41e cérémonie de Golden Bell Awards: meilleur acteur (Xu Heng). |
| 2005  | Devil Beside You                                       | 惡魔在身邊            | Rainie Yang, Mike He, Kingone Wang                                       | |
|       | It Started With a Kiss                                 | 惡作劇之吻            | Ariel Lin, Joe Cheng, Jiro Wang                                          | |
|       | Green Forest My Home                                   | 綠光森林              | Esther Liu, Leon Jay Williams, Ethan Juan, Song Zhi Ai                   | |
|       | Holy Ridge                                             | 聖稜的星光            | Tony Yang, Li Kang Yi, Jason Chang                                       | 42e cérémonie des Golden Bell Awards: meilleure série télévisée ; meilleure cinématographie. |
|       | KO One                                                 | 終極一班              | Aaron Yan, Jiro Wang, Calvin Chen, Danson Tang, Wu Chun,                 | |
|       | Mr Fighting                                            | 格鬥天王              |                                                                          | |
|       | Reaching For The Stars                                 | 真命天女              | Ella Chen, Hebe Tien, Selina Ren, Anthony Guo, Chen Zhi Kai              | |
|       | The Prince Who Turns into a Frog                       | 王子變青蛙            | Joe Chen, Ming Dao, Sam Wang, Joyce Chao                                 | |

### De 2006 à 2010
| Année | Film                                 | Nom en chinois   | Acteurs notables                                                  | Note |
| ----- | ------------------------------------ | ---------------- | ----------------------------------------------------------------- | --- |
| 2006  | A Game About Love                    | 剪刀 石頭 布     | Joe Chen, Michael Zhang, Sam Wang, Gina Lin                       | |
|       | Angel Lover                          | 天使情人         | Ming Dow, Bianca Bai, Alex To, Coco Jiang                         | |
|       | Bump Off Lover                       | 愛殺17           | Angela Chang, Julian Yang Shi Xuan, Lu Ting Wei, Zhang Shan Jie   | 41e cérémonie des Golden Bell Awards: meilleure actrice (Shen Shihua).                                                      |
|       | Dangerous Mind                       | 危險心靈         | fleuve Jaune, Guang Yun, Lee Lieh, Jack Kao                       | 42e cérémonie des Golden Bell Awards: meilleure série télévisée, meilleur acteur (fleuve Jaune).                            |
|       | Hanazakarino Kimitachihe             | 花樣少年少女     | Ella Chen, Wu Chun, Jiro Wang, Danson Tang                        | |
|       | Knock Knock Loving You               | 敲敲愛上你       | Dylan Kuo, Ming Dao, Maggie Wu                                    | |
|       | Love Queen                           | 恋爱女王         | Genie Chuo, Cheryl Yang, Godfrey Gao, Chen De Lie, Hong Xiao Ling | |
|       | The Magicians of Love                | 愛情魔髮師       | Ming Dao, Joanne Zeng, Sam Wang, Jacky Zhu                        | |
|       | Silence                              | 深情密碼         | Vic Zhou, Park Eun-hye, Andy Hui, Kingone Wang                    | |
|       | Smiling Pasta                        | 微笑 Pasta       | Cyndi Wang, Nicholas Teo, Gino, Zhao Hong Qiao                    | |
|       | The Hospital                         | 白色巨塔         | Jerry Yan, Leon Dai, Janine Chang                                 | 42e cérémonie des Golden Bell Awards : meilleure série télévisée, meilleur acteur (Zhang Guozhu 張國柱).                    |
|       | The Spirit of Love                   | 愛               | Chen Meifeng, Daisy Fong, June Tsai, Jimmy Ni                     | |
|       | Tokyo Juliet                         | 東方茱麗葉       | Wu Chun, Ariel Lin                                                | |
| 2007  | Bull Fighting                        | 鬥牛 • 要不要    | Hebe Tien, Mike He, Lee Wei                                       | |
|       | Brown Sugar Macchiato                | 黑糖瑪奇朵       | Lollipop F members, Wang Zi, Liljay, Hey Girl members             | |
|       | Corner With Love                     | 轉角＊遇到愛     | Barbie Hsu, Show Luo                                              | |
|       | General Xu Pangxing                  | 大將徐傍興       | James Wen, Wang Juan                                              | 43e cérémonie des Golden Bell Awards: meilleure actrice (Wang Juan)                                                         |
|       | I Want to Become A Hard Persimmon    | 我要变成硬柿子   | Yang Ming Wei, Cynthia Wang, Chen De Lie, Ivy Chen, Godfrey Gao   | |
|       | Mean Girl Ah Chu                     | 恶女阿楚         | Joanna Wang, Sam Wang, Chen Yi, Genie Chuo                        | |
|       | My Lucky Star                        | 放羊的星星       | Jimmy Lin, Leon Jay Williams, Yoo Ha Na                           | |
|       | Queen's                              | 至尊玻璃鞋       | Tang Zhen Gang, Joelle Lu                                         | |
|       | Summer x Summer                      | 熱情仲夏         | Joe Cheng, Wu Xiong, Ethan Juan                                   | |
|       | Sweet Relationship                   | 美味關係         | Vic Chou, Patty Hou, Alan Kuo, Megan Lai                          | |
|       | Romantic Princess                    | 公主小妹         | Wu Chun, Angela Chang, Calvin Chen, Genie Chuo                    | |
|       | The X-Family                         | 終極一家         | Calvin Chen, Jiro Wang, Aaron Yan                                 | |
|       | Wayward Kenting                      | 我在垦丁*天气晴  | Eddie Peng, Lee Kang-Yi, Sean, Ethan Juan                         | 43e cérémonie des Golden Bell Awards : meilleur scénario pour une série télévisée.                                          |
|       | Why Why Love                         | 換換愛           | Rainie Yang, Mike He, Kingone Wang                                | |
|       | Ying Ye 3 Jia 1                      | 樱野3加1         | Joe Chen, Jason Hsu, Ming Dao, Jerry Hwang                        | |
|       | Your Home is My Home                 | 歡喜來逗陣       | Miao Ke Li, Zhang Yu, Sam Wang, Zhang Chen Guang                  | |
| 2008  | Fated to Love You                    | 命中注定我愛你   | Joe Chen, Ethan Ruan, Baron Chen, Bianca Bai                      | - Meilleur notation de tous les temps pour l’épisode 20 - 43e cérémonie des Golden Bell Awards : meilleure série télévisée. |
|       | Honey and Clover                     | 蜂蜜幸運草       | Lego Li, Chiaki Ito, Eddie Peng, Joe Cheng, Janine Chang          | |
|       | Hot Shot                             | 籃球火           | Show Luo, Jerry Yan, Wu Chun                                      | |
|       | Invincible Shan Bao Mei              | 無敵珊寶妹       | Nicholas Teo, Amber Kuo, Roy Chiu                                 | |
|       | Letter 1949                          | 我在1949等你     | Dai Jun Zhu, Lin Yo Wei, Alien Huang, Hawick Lau                  | |
|       | Miss No Good                         | 不良笑花         | Wilber Pan, Rainie Yang, Dean Fujioka                             | |
|       | Mysterious Incredible Terminator     | 霹靂MIT          | Gui Gui, Aaron Yan, Christine Fan, Alien Huang                    | |
|       | Police et vous                       | 波麗士大人       |                                                                   | |
|       | The Legend of Brown Sugar Chivalries | 黑糖群俠傳       | Wang Zi, Sam Wang, Xiao Xun, Ah Ben, Ya Tou, Ah Wei               | |
|       | Love or Bread                        | 我的億萬麵包     | Ariel Lin, Joe Cheng                                              | |
|       | Prince + Princess 2                  | 王子看見二公主   | Ken Hung, Annie Chen, Dylan Kuo, Michael Zhang                    | |
|       | Rolling Love                         | 翻滾吧！蛋炒飯   | Jiro Wang, Genie Chuo, Danson Tang                                | |
|       | So I'm Not Handsome                  | 原來我不帥       | JJ Lin, Nicky Lee, Michael Zhang, Alice Tzeng                     | |
|       | They Kiss Again                      | 惡作劇2吻        | Ariel Lin, Joe Cheng, Jiro Wang                                   | 43e cérémonie des Golden Bell Awards: meilleure actrice Ariel Lin.                                                          |
|       | Wish To See You Again                | 這裡發現愛       | Vic Zhou, Ken Chu, Kingone Wang, Michelle Chen, Terri Kwan        | |
| 2009  | Autumn's Concerto                    | 下一站，幸福     | Vanness Wu, Ady An, Tiffany Hsu, Chris Wu                         | |
|       | Black And White                      | 痞子英雄         | Vic Chou, Mark Chao, Ivy Chen, Janine Chang                       | 44e cérémonie des Golden Bell Awards: meilleure série télévisée, meilleur acteur (Mark Chao)...                             |
|       | Easy Fortune Happy Life              | 福氣又安康       | Joe Chen, Lan Cheng Long, Roy Chiu, Jocelyn Wang                  | |
|       | Hi, My Sweetheart                    | 海派甜心         | Rainie Yang, Show Luo                                             | 45e cérémonie des Golden Bell Awards: meilleure actrice (Rainie Yang)                                                       |
|       | K.O.3an Guo                          | 終極三國         | George Hu, Xiu, Kirsten Ren, Wu Xiong                             | |
|       | Knock Knock Loving You               | 敲敲愛上你       | Ming Dao, Maggie Wu, Dylan Kuo                                    | |
|       | Momo Love                            | 桃花小妹         | Jiro Wang, Cyndi Wang, Wong JingLun, Calvin Chen, Ken Chu         | |
|       | My Queen                             | 敗犬女王         | Ethan Juan, Cheryl Yang, Sylvia Yang, Lene Lai                    | |
|       | Starlit                              | 心星的淚光       | Jerry Yan, Terri Kwan, Alice Tzeng, Chen Zhi Kai                  | |
|       | The Year of Happiness and Love       | 那一年的幸福時光 | James Wen, Amber Kuo                                              | |
|       | ToGetHer                             | 愛就宅一起       | Rainie Yang, Jiro Wang, George Hu                                 | |
| 2010  | Channel-X                            | 國民英雄         |                                                                   | |
|       | Down With Love                       | 就想賴著妳       | Ella Chen, Jerry Yan, Michael Zhang                               | |
|       | P.S Man                              | 偷心大聖P.S. 男  |                                                                   | |
|       | Endless Love                         | 愛∞無限          | Wilber Pan, Sandrine Pinna, Lin Yo Wei                            | 46e cérémonie des Golden Bell Awards: meilleur acteur (Wilber Pan)                                                          |
|       | Gloomy Salad Days                    | 死神少女         | Aaron Yan, Serena Fang, Wang Zi, Mao Di                           | |
|       | Happy and Love Forever               | 幸福一定強       | Ming Dao, Annie Chen, Li Yi Feng                                  | |
|       | Love Buffet                          | 愛似百匯         | Aaron Yan, Calvin Chen, Reen Yu                                   | |
|       | Lucky Days                           | 第二回合我愛你   | Tammy Chen, Chris Wang                                            | |
|       | Pandamen                             | 熊貓人           | Jay Chou, Yuhao Zhan, Devon Song                                  | |
|       | Scent of Love                        | 就是要香戀       | Viter Fan, Alice Tseng, Kingone Wang, Tiffany Hsu, Li Li Qun      | |
|       | Summer's Desire                      | 泡沫之夏         | Barbie Hsu, Huang Xiao Ming, Peter Ho                             | |
|       | The Fierce Wife                      | 犀利人妻         | Sonia Sui, James Wen, Chris Wang, Amanda Zhu                      | 46e cérémonie des Golden Bell Awards: meilleure actrice (Amanda Chu)                                                        |
|       | Volleyball Lover                     | 我的排队情人     | Godfrey Gao, Annie Chen, Lan Jun Tian, Cindy Song                 | |
|       | Zhong Wu Yan                         | 鍾無艷           | Cheryl Yang, Ming Dao, Chris Wu                                   | |